# Marc Blucas
Marc Blucas, född 11 januari 1972 i Butler, Pennsylvania, amerikansk skådespelare mest känd för sin roll i Buffy och vampyrerna. Han har även medverkat i filmer som The Almo (2004) och Knight and Day (2010).

## Filmografi
- 1998 – Välkommen till Pleasantville
- 1999–2002 – Buffy och vampyrerna (TV-serie) (31 avsnitt)
- 1999 – The 60's
- 2001 – Summer Catch
- 2002 – We Were Soldiers
- 2002 – Sunshine State
- 2002 – They
- 2003 – View from the Top
- 2003 – Prey for Rock & Roll
- 2003 – I Capture the Castle
- 2003 – One Flight Stand
- 2004 – The Alamo
- 2004 – First daughter
- 2006 – The Killing Floor
- 2007 – Thr3e
- 2007 – The Jane Austen Book Club
- 2007 – After Sex
- 2008 – Ett UFO i New York
- 2008 – Animals
- 2009 – Stuntmen
- 2009 – Deadline
- 2010 – Knight and Day
- 2011 – Touchback
- 2013 – The Big Wedding